# Sagrada Familia, Chile
Sagrada Familia este o comună din provincia Curicó, regiunea Maule, Chile, cu o populație de 17.569 locuitori (2012) și o suprafață de 548,8 km2.